# Our Secrets Are the Same
 (janvier 2014).
Si vous disposez d'ouvrages ou d'articles de référence ou si vous connaissez des sites web de qualité traitant du thème abordé ici, merci de compléter l'article en donnant les références utiles à sa vérifiabilité et en les liant à la section « Notes et références ».
Albums de Simple Minds
Cry
(2002) Black & White 050505
(2005)
Our Secrets Are the Same est un album studio du groupe Simple Minds enregistré entre avril et juin 1999. Initialement prévu pour janvier 2000, l'album sortit officiellement avec plus de quatre ans de retard, le 18 octobre 2004, en tant que CD Bonus du coffret de compilation de 5 CD Silver Box. Notons la participation spéciale de Mark Kerr, frère de Jim à la batterie.

## Liste des titres
| No  | Titre                           | Durée |
| --- | ------------------------------- | ----- |
| 1.  | Swimming Towards the Sun        | 4:30  |
| 2.  | Jeweller to the Stars           | 3:18  |
| 3.  | Space                           | 4:03  |
| 4.  | Death by Chocolate              | 3:35  |
| 5.  | Waiting at the End of the World | 3:18  |
| 6.  | Neon Cowboys                    | 3:42  |
| 7.  | She Knows                       | 3:56  |
| 8.  | Hello                           | 2:58  |
| 9.  | Happy Is the Man                | 4:04  |
| 10. | Sleeping                        | 4:26  |

## Commentaires
Our Secrets Are the Same est paru officiellement quatre ans après son enregistrement à la suite d'un désaccord entre le groupe et sa maison d'édition. L'album contient quelques titres marquants : Swimming Towards the Sun, Space, Death By Chocolate, End of the World, Hello, Happy Is the Man...
- Jeweller to the Stars retravaillé et rebaptisé The Jeweller (Part Two) reçut une meilleure exposition du fait de son intégration dans l'album suivant du groupe, Black & White 050505 (2005), bien reçu par les fans et la critique.
- Space connut également un sort meilleur puisqu'il fut intégré à la set-list de la tournée Alive And Kicking 2003 et à celle de la mini-tournée de promotion de Black & White 050505 en septembre 2005.

Our Secrets Are the Same devait marquer le passage au nouveau millénaire et le grand retour en force de Simple Minds. C'est finalement l'album suivant  Black & White 050505 qui remplira ce rôle.